# Neelam Sanjiva Reddy

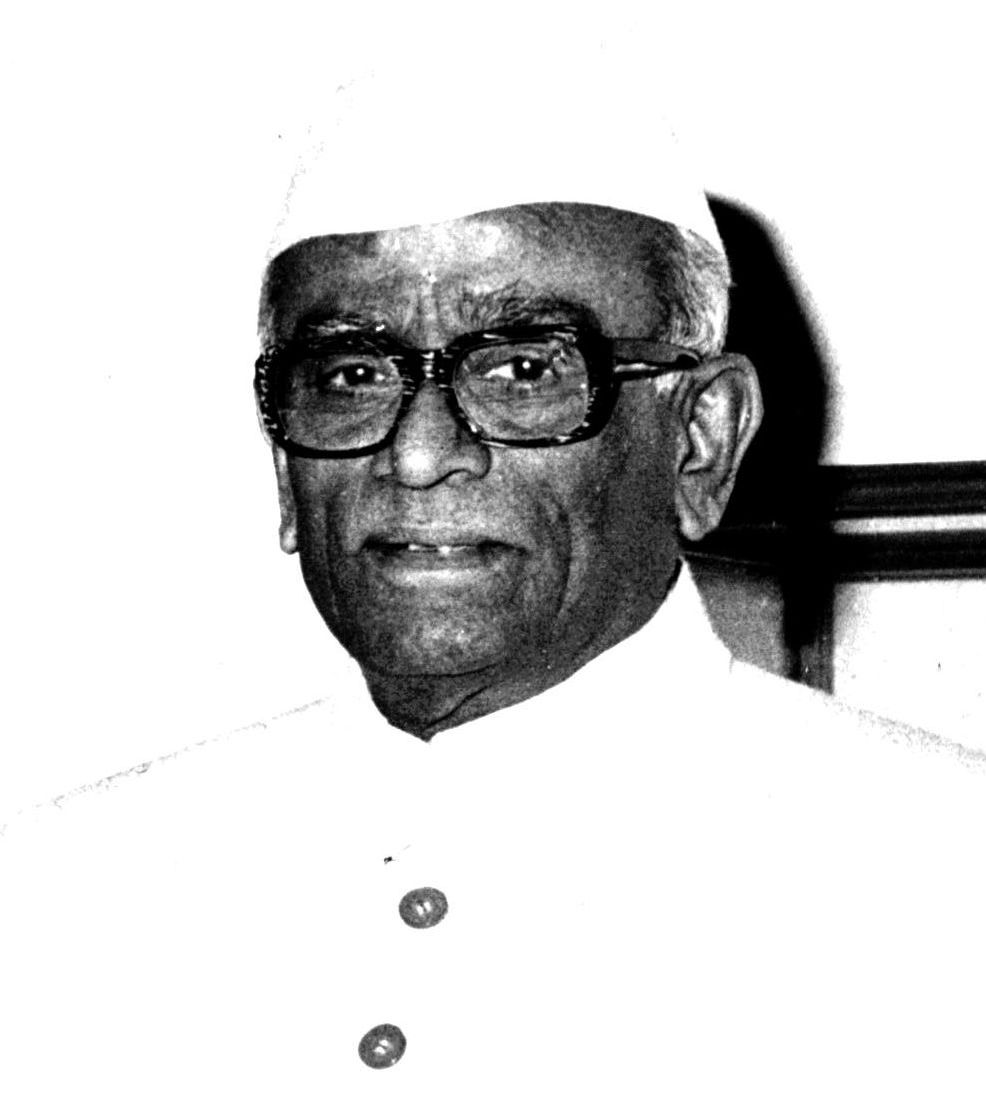
Neelam Sanjiva Reddy

Neelam Sanjiva Reddy (Ausspracheⓘ, * 19. Mai 1913 im Dorf Illuri, Distrikt Anantapur; † 1. Juni 1996 in Bangalore, Karnataka) war ein indischer Politiker. Er war von 1977 bis 1982 Präsident der Republik Indien.

## Biografie
N. S. Reddy wurde in eine Hindu-Bauernfamilie in der damaligen Präsidentschaft Madras in Britisch-Indien (im heutigen Distrikt Anantapur im Bundesstaat Andhra Pradesh) geboren. Seine Muttersprache war das südindische Telugu. Er besuchte zunächst die Theosophical High School in Adyar und später das Arts College in Anantapur.
Ab dem Jahr 1931 wurde er in der von Indischen Nationalkongress angeführten indischen Unabhängigkeitsbewegung aktiv. Während der Kriegsjahre 1940 bis 1945 wurde er wiederholt durch die britische Kolonialmacht inhaftiert.
1947 wurde er zum Mitglied der verfassunggebenden Versammlung, die Indiens Unabhängigkeit vorbereitete, gewählt. Er wurde Präsident des Indischen Nationalkongresses. Von 1956 bis 1959 sowie von 1962 bis 1964 war er Chief Minister von Andhra Pradesh, 1964/65 Unionsminister für Stahl und Bergbau, 1966/67 Unionsminister für Verkehr und Tourismus. Von 1967 bis 1969 fungierte er als Sprecher des Unterhauses, der Lok Sabha. Nach dem überraschenden Tod des Amtsinhabers Fakhruddin Ali Ahmed am 11. Februar 1977 wurden Neuwahlen zur Präsidentschaft notwendig. Die Janata Party stellte Reddy als Konsensus-Kandidaten aller politischen Parteien auf. Am 21. Juli 1977 wurde Reddy, der keinen Gegenkandidaten hatte, zum Präsidenten Indiens erklärt und trat sein Amt am 25. Juli 1977 an.

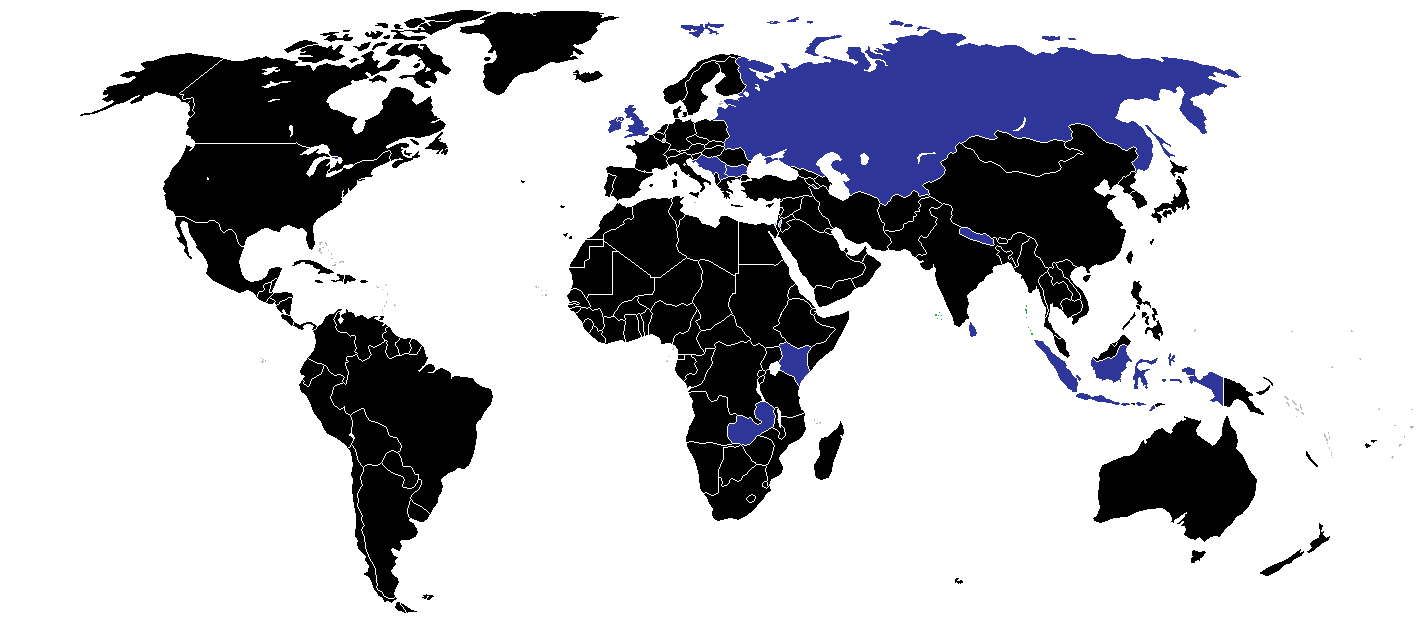
Während seiner Amtszeit besuchte N. S. Reddy im Rahmen von Staatsbesuchen die folgenden Länder: Sowjetunion, Bulgarien, Kenia, Sambia, das Vereinigte Königreich, Irland, Indonesien, Nepal, Sri Lanka und Jugoslawien

Sein Präsidentenamt übte Reddy unter schwierigen Rahmenbedingungen aus: Ministerpräsidentin Indira Gandhi hatte die Wahlen vom März 1977 verloren. Zuvor hatte sie 21 Monate lang mit Notstandsgesetzen regiert. Das Land war unruhig, es gab wirtschaftliche Probleme und Lebensmittelknappheit. Indiras Nachfolger Morarji Desai übernahm als Vorsitzender eines Zusammenschlusses von Oppositionsparteien, der Janata Party, das Amt des Ministerpräsidenten. Im Juni 1979 wurde dessen parteiinterner Konkurrent Chaudhary Charan Singh neuer Regierungschef, um nach den Parlamentswahlen im Januar 1980 wieder Indira Gandhi diesen Platz zu überlassen. Bei den Präsidentschaftswahlen im Juli 1982 wurde Indiras Wunschkandidat Giani Zail Singh als erster Sikh vom indischen Wahlkollegium zum Nachfolger Reddys gewählt.